# 佩特雷爾費勒特山
71°59′S 4°50′E / 71.983°S 4.833°E
佩特雷爾費勒特山是南極洲的山峰，位於東部南極洲的毛德皇后地，屬於穆利格-霍夫曼山脈的一部分，現時受南極條約體系管理。